# Rorippa cochlearioides
Rorippa cochlearioides là một loài thực vật có hoa trong họ Cải. Loài này được (Roth) Al-Shehbaz & Jonsell mô tả khoa học đầu tiên năm 2000.